# Llista de platges de la costa central d'Astúries
La següent llista de platges de la costa central asturiana Abasta les platges situades als concejos existents entre el de Muros i Gijón, caracteritzades per la poca protecció que presenten des del punt de vista mediambiental. La costa central d'Astúries és el tram costaner que presenta major influència del sistema urbà; en ella trobem instal·lacions industrials, ports, com els de Gijón i Avilés; assentaments de població; contaminació i un percentatge major de pressió humana.
La majoria de les seves platges són extensos sorrals i poques d'elles, en proporció amb altres franges costaneres asturianes, presenten algun tipus de protecció mediambiental. Ha de fer-se especial esment a l'accident morfològic més destacable d'aquest tram, que és el Cap de Peñas, que és el punt més septentrional, i presenta uns elevats penya-segats, estant la zona protegida sota la catalogació de Paisatge protegit del Cap Peñas.

## Avilés
| Nom de la Platja        | Aspectes medioambientals     | Sól i entorn                                                | longitudxamplada(m) | Localització | concejo | Coordenades                                          | Imatge |
| ----------------------- | ---------------------------- | ----------------------------------------------------------- | ------------------- | ------------ | ------- | ---------------------------------------------------- | ------ |
| Platja de San Balandrán | Sense vegetació a la platja. | Sorra de gra fi i fosc. Semiurbana                          | 150 x 50            | Zeluán       | Avilés  | 43° 35′ 41″ N, 5° 56′ 21″ O / 43.594845°N,5.939226°O |        |
| Platja de El Embayo     | Sense vegetació a la platja. | Sorra de gra mitjà i fosc, ams freqüents còdols. Industrial | 150 x 30            | Nieva        | Avilés  | 43° 35′ 38″ N, 5° 55′ 52″ O / 43.593944°N,5.931158°O |        |
| Platja d'Arañón         | Sense vegetació a la platja. | Sorra de gra fi i daurat, amb còdols freqüents. Semiurbana  | 150 x 30            | Nieva        | Avilés  | 43° 35′ 22″ N, 5° 55′ 05″ O / 43.589499°N,5.91794°O  |        |

## Carreño
| Nom de la Platja                       | Aspectes medioambientals                     | Sól i entorn                                | longitudxamplada(m) | Localització | concejo | Coordenades                                          | Imatge |
| -------------------------------------- | -------------------------------------------- | ------------------------------------------- | ------------------- | ------------ | ------- | ---------------------------------------------------- | ------ |
| Platja de Candás                       | Sense vegetació a la Platja. Sense protecció | Sorra de gra fi i daurat. Urbana            | 240 x 65            | Candás       | Carreño | 43° 35′ 23″ N, 5° 45′ 47″ O / 43.589639°N,5.763123°O |        |
| Platja de La Palmera                   | Sense vegetació a la Platja. Sense protecció | Sorra de gra fi i daurat. Urbana            | 240 x 40            | Candás       | Carreño | 43° 35′ 15″ N, 5° 45′ 40″ O / 43.587525°N,5.761127°O |        |
| Platja de Huelgues                     | Amb vegetació a la Platja. Sense protecció   | Roques i sorra. Urbana                      | 120 x 30            | Perlora      | Carreño | 43° 34′ 57″ N, 5° 45′ 06″ O / 43.58246°N,5.75177°O   |        |
| Platja de Carranques                   | Vegetació a la Platja.Sense protecció        | Sorra de gra mitjà daurat. Urbana           | 210 x 40            | Perlora      | Carreño | 43° 34′ 51″ N, 5° 44′ 41″ O / 43.580919°N,5.744669°O |        |
| Platja de La Isla (Perlora)            | Vegetació a la Platja.Sense protecció        | Sorra de gra mitjà daurat. Urbana           | 15 x 5              | Perlora      | Carreño | 43° 34′ 51″ N, 5° 44′ 41″ O / 43.580919°N,5.744669°O |        |
| Platja de El Tranquero                 | Amb vegetació a la playa. Sense protecció    | Sorra de gra mitjà daurat. Aïllada          | 250 x 20            | Albandi      | Carreño | 43° 34′ 32″ N, 5° 44′ 18″ O / 43.575681°N,5.738361°O |        |
| Platja de La Taluxa                    | Amb vegetació a la playa. Sense protecció    | Sorra de gra mitjà daurat, i grava. Aïllada | 60 x 20             | Candás       | Carreño | 43° 35′ 56″ N, 5° 46′ 12″ O / 43.598761°N,5.770011°O |        |
| Platja de Rebolleres                   | Amb vegetació a la playa. Sense protecció    | còdols i poca sorra. Semiurbana             | 120 x 20            | Candás       | Carreño | 43° 35′ 43″ N, 5° 46′ 03″ O / 43.595156°N,5.767608°O |        |
| Platges de Xivares, Peña María i Aboño | Amb vegetació a la playa. Sense protecció    | Sorra de gra fi i daurat. Semiurbana        | 800 x 75            | Albandi      | Carreño | 43° 34′ 10″ N, 5° 43′ 18″ O / 43.569385°N,5.721753°O |        |

## Castrillón
| Nom de la Platja                           | Aspectes medioambientals                                         | Sól i entorn                                                  | longitudxamplada(m) | Localització                     | concejo    | Coordenades                                               | Imatge            |
| ------------------------------------------ | ---------------------------------------------------------------- | ------------------------------------------------------------- | ------------------- | -------------------------------- | ---------- | --------------------------------------------------------- | ----------------- |
| Platja de Bayas                            | Vegetació a la platja. Protecció ZEPA, LIC, Monument natural     | sorra de grano mitjà i gris fosc. Aïllada                     | 2800 x 90           | La Roza                          | Castrillón | 43° 34′ 29″ N, 6° 02′ 33″ O / 43.574733°N,6.042395°O      | miniaturadeimagen |
| Platja de la Barca                         | Vegetació a la platja. Protecció ZEPA, LIC, Monument natural     | còdols. Aïllada                                               | 200 x 15            | Las Bayas                        | Castrillón | 43° 35′ 01″ N, 6° 02′ 01″ O / 43.583624°N,6.033726°O      |                   |
| Platja de Malabajada                       | Vegetació a la platja. Protecció ZEPA, LIC, Monument natural     | còdols i escassa sorra de gra mitjà i clar. Aïllada           | 250 x 2             | Las Bayas                        | Castrillón | 43° 35′ 07″ N, 6° 01′ 35″ O / 43.585147°N,6.026516°O      |                   |
| Platja de El Reguero                       | Vegetació a la platja. Protecció ZEPA, LIC                       | Sorra de gra gruixut i fosc amb afloraments rocosos. Aïllada  | 300 x 15            | Las Bayas                        | Castrillón | 43° 34′ 57″ N, 6° 01′ 04″ O / 43.582598°N,6.017675°O      |                   |
| Platja de Munielles                        | Sense vegetació a la platja. Protecció ZEPA, LIC                 | Sorra de gra fi i gris amb afloraments rocosos. Semiurbana    | 210 x 30            | Las Bayas                        | Castrillón | 43° 34′ 46″ N, 6° 00′ 44″ O / 43.579551°N,6.012139°O      |                   |
| Platja de Bahínas                          | Sense vegetació a la platja.Protecció ZEPA, LIC                  | Sorra de gra fi i daurat amb afloraments rocosos. Semiurbana  | 210 x 30            | Linares (Castrillón)             | Castrillón | 43° 34′ 42″ N, 6° 00′ 23″ O / 43.578277°N,6.00626°O       |                   |
| Platja de Santa María del Mar (Castrillón) | Vegetació a la platja.Protecció ZEPA, LIC                        | Sorra de gra fi i daurat amb afloraments rocosos. Urbana      | 350 x 100           | Santa María del Mar (Castrillón) | Castrillón | 43° 34′ 24″ N, 5° 59′ 50″ O / 43.573365°N,5.997291°O      |                   |
| Platja de Arnao                            | Vegetació a la platja.Protecció ZEPA, LIC                        | Sorra de gra fi i daurat amb afloraments rocosos. Urbana      | 300 x 25            | Arnao                            | Castrillón | 43° 31′ 59″ N, 7° 00′ 53″ O / 43.533056°N,7.014771°O      |                   |
| Platja de El Pedrero                       | Sense vegetació a la platja.Protecció ZEPA, LIC                  | Roques i escassa sorra de gra fi i daurat. Aïllada            | 100 x 30            | San Martín de Laspra             | Castrillón | 43° 34′ 42″ N, 5° 58′ 40″ O / 43.578401°N,5.977678°O      |                   |
| Platja de El Dólar                         | Sense vegetació a la platja.                                     | Sorra de gra mitjà i fosc amb afloraments rocosos. Semiurbana | 200 x 15            | Arnao                            | Castrillón | 43° 34′ 47″ N, 5° 58′ 22″ O / 43.579769°N,5.972786°O      |                   |
| Platja de Salinas                          | Sense vegetació a la platja. Protecció ZEPA, LIC                 | Sorra de gra fi i daurat. Urbana                              | 2100 x 110          | Salinas(Castrillón)              | Castrillón | 43° 34′ 39″ N, 5° 57′ 44″ O / 43.577406°N,5.962143°O      |                   |
| Platja de El Cuerno                        | Sense vegetació a la platja.                                     | Sorra de gra gruixut i fosc amb grava. Semiurbana             | 210 x 30            | Sant Martín de Laspra            | Castrillón | 43° 34′ 48″ N, 5° 58′ 08″ O / 43.580049°N,5.969009°O      |                   |
| Platja de San Juan de Nieva                | Amb vegetació a la platja. Protecció ZEPA, LIC, Monument natural | Sorra de gra fi i daurat. Semiurbana                          | 500 x 60            | San Juan de Nieva                | Castrillón | 43° 35′ 14″ N, 5° 56′ 21″ O / 43.58726056°N,5.939101389°O |                   |

## Gijón
| Nom de la Platja               | Aspectes medioambientals               | Sól i entorn                                    | longitudxamplada(m) | Localització | concejo | Coordenades                                          | Imatge            |
| ------------------------------ | -------------------------------------- | ----------------------------------------------- | ------------------- | ------------ | ------- | ---------------------------------------------------- | ----------------- |
| Platja d'Estaño                | Vegetació a la Platja. Protecció LIC   | Grava i sorra de gra fi i daurat. Semiurbana    | 300 x 17            | Somió        | Gijón   | 43° 32′ 52″ N, 5° 35′ 55″ O / 43.547895°N,5.59865°O  |                   |
| Platges de Serín i La Cagonera | Vegetació a la Platja. Protecció LIC   | Roques i sorra de gra gruixut i daurat. Aïllada | 450 x 25; 75 x 25   | Somió        | Gijón   | 43° 33′ 02″ N, 5° 36′ 41″ O / 43.550539°N,5.611439°O |                   |
| Platja de Poniente (Gijón)     | Ni vegetació ni protecció              | Sorra de gra gruixut i daurat. Urbana           | 500 x 70            | Gijón        | Gijón   | 43° 32′ 30″ N, 5° 40′ 26″ O / 43.541642°N,5.673923°O | miniaturadeimagen |
| Platja de l'Arbeyal            | Ni vegetació ni protecció              | Sorra de gra gruixut i daurat. Urbana           | 110 x 35            | Gijón        | Gijón   | 43° 32′ 36″ N, 5° 41′ 37″ O / 43.54326°N,5.693579°O  | miniaturadeimagen |
| Platja de San Lorenzo          | Ni vegetació ni protecció              | Sorra de gra fi i daurat. Urbana                | 1500 x 110          | Gijón        | Gijón   | 43° 32′ 26″ N, 5° 39′ 18″ O / 43.54046°N,5.654869°O  | miniaturadeimagen |
| Platja de El Rinconín/Cervigón | Ni vegetatció, ni protecció            | Roques/Grava i sorra de gra fi i daurat. Urbana | 450 x 10            | Somió        | Gijón   | 43° 32′ 38″ N, 5° 38′ 39″ O / 43.543758°N,5.64414°O  |                   |
| Platja de Peñarrubia           | Vegetació a la Platja. Sense protecció | Grava i Sorra de gra fi i daurat. Semiurbana    | 550 x 15            | Somió        | Gijón   | 43° 33′ 02″ N, 5° 37′ 35″ O / 43.550477°N,5.626287°O |                   |

## Gozón
| Nom de la Platja                 | Aspectes medioambientals                                           | Sól i entorn                                                    | longitudxamplada(m) | Localització        | concejo | Coordenades                                               | Imatge |
| -------------------------------- | ------------------------------------------------------------------ | --------------------------------------------------------------- | ------------------- | ------------------- | ------- | --------------------------------------------------------- | ------ |
| Platja de Xagó                   | Amb vegetació a la platja. Paisatge protegit                       | Sorra de gra fi i daurat. Semiurbana                            | 1500 x 120          | Lloreda             | Gozón   | 43° 36′ 20″ N, 5° 54′ 53″ O / 43.60560028°N,5.914726944°O |        |
| Platja d'Aguilera                | Amb vegetació a la platja. Portección:Paisatge protegit, ZEPA, LIC | Sorra de gra mitjà i daurat. Aïllada                            | 380 x 65            | San Martín de Podes | Gozón   | 43° 37′ 22″ N, 5° 53′ 10″ O / 43.622905°N,5.886054°O      |        |
| Platja de Carniciega             | Amb vegetació a la platja. Portección:Paisatge protegit            | Sorra de gra fi i daurat. Aïllada                               | 340 x 70            | La Granda           | Gozón   | 43° 37′ 25″ N, 5° 52′ 52″ O / 43.623495°N,5.881076°O      |        |
| Platja de Verdicio               | Amb vegetació a la platja. Portección:Paisatge protegit            | Sorra de gra fi i torrat. Urbana                                | 330 x 80            | Verdicio            | Gozón   | 43° 37′ 35″ N, 5° 52′ 36″ O / 43.626322°N,5.876741°O      |        |
| Platja de Bañugues               | Amb vegetació a la platja. Portección:Paisatge protegit            | Sorra de gra mig i daurat. Urbana                               | 131 x 90            | Bañugues            | Gozón   | 43° 37′ 42″ N, 5° 48′ 37″ O / 43.62830472°N,5.810255°O    |        |
| Platja de la Cabaña              | Vegetació a la platja. Paisatge protegit                           | Sorra de gra mitjà i gris; còdols. Aïllada                      | 95 x 10             | Verdicio            | Gozón   | 43° 37′ 53″ N, 5° 51′ 58″ O / 43.631323°N,5.866055°O      |        |
| Platges de Pachón i El Sabín     | Vegetació a la platja. Paisatge protegit                           | Sorra de gra gruixut i fosc; afloraments rocosos. Aïllada       | 25 x 5; 75 x 5      | Ferrero             | Gozón   | 43° 39′ 21″ N, 5° 51′ 23″ O / 43.655888°N,5.856357°O      |        |
| Platja de Viodo                  | Vegetació a la platja. Paisatge protegit                           | Sorra de gra fi i torrat. Aïllada                               | 60 x 25             | Viodo               | Gozón   | 43° 38′ 41″ N, 5° 50′ 11″ O / 43.64474°N,5.836272°O       |        |
| Platja d'Aramar                  | Vegetació a la platja.                                             | Sorra de gra mitjà i fosc. Semiurbana                           | 190 x 17            | Aramar              | Gozón   | 43° 36′ 31″ N, 5° 46′ 59″ O / 43.608674°N,5.783057°O      |        |
| Platja de El Dique               | Vegetació a la platja.                                             | Sorra de gra mitjà i fosc. Semiurbana                           | 180 x 25            | Aramar              | Gozón   | 43° 36′ 36″ N, 5° 47′ 12″ O / 43.610135°N,5.786533°O      |        |
| Platja de Llumeres               | Vegetació a la platja. Paisatge protegit                           | Grava i sorra de gra mitjà i fosc. Aïllada                      | 450 x 20            | Bañugues            | Gozón   | 43° 38′ 28″ N, 5° 49′ 53″ O / 43.641013°N,5.831294°O      |        |
| Platja de Moniello               | Vegetació a la platja. Paisatge protegit                           | Pedres i escassíssima sorra de gra gruixut i torrat. Semiurbana | 80 x 20             | Moniello            | Gozón   | 43° 37′ 45″ N, 5° 47′ 41″ O / 43.62918°N,5.794601°O       |        |
| Platja de Luanco                 | Vegetació a la platja.                                             | Sorra de gra mitjà i daurat. Urbana                             | 280 x 90            | Luanco (parròquia)  | Gozón   | 43° 37′ 05″ N, 5° 47′ 16″ O / 43.618027°N,5.787778°O      |        |
| Platja de La Ribera              | Sense vegetació a la platja.                                       | Sorra de gra gruixut i fosc. Urbana                             | 200 x 35            | Luanco (parròquia)  | Gozón   | 43° 36′ 50″ N, 5° 47′ 30″ O / 43.613926°N,5.791726°O      |        |
| Platja de Gargantera             | Vegetació a la platja.                                             | Roca i escassa sorra de gra mitjà i daurat. Aïllada             | 200 x 17            | Antromero           | Gozón   | 43° 36′ 23″ N, 5° 46′ 36″ O / 43.606406°N,5.776534°O      |        |
| Platja de San Pedro de Antromero | Vegetació a la platja.                                             | Sorra de gra fi i daurat, amb afloraments rocosos. Semiurbana   | 390 x 50            | Antromero           | Gozón   | 43° 36′ 06″ N, 5° 46′ 20″ O / 43.601745°N,5.772114°O      |        |
| Platja de Los Cristales          | Vegetació a la platja.                                             | Roca i escassíssima sorra de gra mitjà i dauradat. Aïllada      | 160 x 20            | Antromero           | Gozón   | 43° 36′ 21″ N, 5° 46′ 21″ O / 43.60594°N,5.772629°O       |        |

## Muros
| Nom de la Platja                   | Aspectes medioambientals                   | Sól i entorn                                                             | longitudxamplada(m)                  | Localització                     | concejo | Coordenades                                          | Imatge |
| ---------------------------------- | ------------------------------------------ | ------------------------------------------------------------------------ | ------------------------------------ | -------------------------------- | ------- | ---------------------------------------------------- | ------ |
| Platges de Campofrío i Aguilar     | Vegetació a la platja. Protecció ZEPA, LIC | Sorra daurada i fina amb afloraments rocosos. Semiurbana                 | 250 x 23 Campofrío; 500 x 70 Aguilar | Muros (parròquia)                | Muros   | 43° 33′ 19″ N, 6° 07′ 18″ O / 43.555391°N,6.121531°O |        |
| Platja de Xilo                     | Vegetació a la platja. Protecció ZEPA, LIC | còdols y arena de grano fino y dorado. Semiurbana                        | 100 x 24                             | Muros (parròquia)                | Muros   | 43° 33′ 17″ N, 6° 06′ 49″ O / 43.554613°N,6.113505°O |        |
| Platges de Xan-Xún i Las Llanas    | Vegetació a la platja. Protecció ZEPA, LIC | Bolos i sorra daurada i fina. Semiurbana                                 | 100 x 24; 400 x 30                   | Muros (parròquia)                | Muros   | 43° 33′ 24″ N, 6° 06′ 35″ O / 43.556666°N,6.109815°O |        |
| Platja de Los Botes                | Vegetació a la platja. Protecció ZEPA, LIC | Sorra escassa de gra gruixut i gris, amb afloraments rocosos. Semiurbana | 250 x 18                             | Llodreda                         | Muros   | 43° 33′ 36″ N, 6° 06′ 08″ O / 43.559994°N,6.102304°O |        |
| Platja de Cazonera                 | Vegetació a la platja. Protecció ZEPA, LIC | còdols i roques amb escassa sorrade gra gruixut i gris. Aïllada          | 350 x 30                             | El Monte                         | Muros   | 43° 33′ 30″ N, 6° 05′ 43″ O / 43.558283°N,6.095223°O |        |
| Platges de L'Atalaya i Focarón     | Vegetació a la platja. Protecció ZEPA, LIC | còdols, grava i escassa sorra de gra gruixut i gris. Aïllada             | 720 x 30; 50 x 18                    | El Monte i San Esteban de Pravia | Muros   | 43° 33′ 45″ N, 6° 05′ 17″ O / 43.562575°N,6.088185°O |        |
| Platges de Garruncho i La Guardada | Vegetació a la platja. Protecció ZEPA, LIC | còdols, roca i escassa sorra de gra fi i gris. Aïllada; Semiurbana       | 50 x 20; 60 x 5                      | San Esteban de Pravia            | Muros   | 43° 33′ 51″ N, 6° 04′ 56″ O / 43.564254°N,6.082306°O |        |

## Soto del Barco
| Nom de la Platja         | Aspectes medioambientals                   | Sól i entorn                               | longitudxamplada(m) | Localització         | concejo        | Coordenades                                          | Imatge |
| ------------------------ | ------------------------------------------ | ------------------------------------------ | ------------------- | -------------------- | -------------- | ---------------------------------------------------- | ------ |
| Platja de los Quebrantos | Vegetació a la platja. Protecció ZEPA, LIC | Sorra de gra mitjà i gris fosc. Semiurbana | 810 x 100           | San Juan de la Arena | Soto del Barco | 43° 33′ 53″ N, 6° 03′ 52″ O / 43.564596°N,6.064582°O |        |